# تری مور (بازیگر)
تری مور (انگلیسی: Terry Moore؛ زادهٔ ۷ ژانویهٔ ۱۹۲۹) یک هنرپیشه اهل ایالات متحده آمریکا است. وی از سال ۱۹۴۰ میلادی تاکنون مشغول فعالیت بوده‌است.

## گزیده فیلمشناسی
از فیلم‌ها یا برنامه‌های تلویزیونی که وی در آن نقش داشته‌است می‌توان به آثار زیر اشاره کرد.
- به شکار ارواح می‌رویم (۱۹۴۲)
- چراغ گاز (فیلم) (۱۹۴۴)
- جو یانگ قدرتمند (فیلم ۱۹۴۹) (۱۹۴۹)
- برگرد، شبای کوچک (۱۹۵۲)
- بابا لنگ‌دراز
- پیتون پلیس (فیلم) (۱۹۵۷)
- بتمن (مجموعه تلویزیونی) (۱۹۶۷)
- بونانزا (۱۹۷۰)
- به دریا رفتن (۱۹۸۹)
- جو یانگ نیرومند (فیلم ۱۹۹۸) (۱۹۹۸)
- عزیزانت را بکش (فیلم ۲۰۰۶) (۲۰۰۶)
- کارآگاه حقیقی (۲۰۱۴)